# Bear Lake (Idaho-Utah)
Bear Lake (in italiano Lago degli Orsi) è un lago naturale d'acqua dolce al confine tra Idaho e Utah, negli Stati Uniti occidentali. Di circa 109 miglia quadrate (280 km²), è diviso equamente tra i due stati; la sua porzione nello Utah comprende il secondo lago naturale d'acqua dolce più grande dello Utah, dopo lo Utah Lake. Il lago è stato chiamato i "Caraibi delle Montagne Rocciose" per il suo colore turchese-blu unico, dovuto alla rifrazione dei depositi di carbonato di calcio (calcare) sospesi nel lago. Le sue proprietà idriche hanno portato all'evoluzione di diverse specie uniche di fauna che si trovano solo all'interno del lago. Bear Lake ha più di 250.000 anni. Si è formato per abbassamento della faglia che continua ancora oggi, approfondendo lentamente il lago lungo il lato orientale. Nel 1911 la maggior parte del flusso del fiume Bear fu deviato nel Bear Lake tramite il Mud Lake e un canale dalla diga Stewart, ponendo fine a 11.000 anni di separazione tra il lago e quel sistema fluviale.
Oggi il lago è una destinazione popolare per turisti e appassionati di sport, e la valle circostante si è guadagnata la reputazione di avere lamponi di alta qualità.

## Storia
I primi abitanti noti della Bear Lake Valley erano tribù Shoshone, ma la zona era nota a molti nativi americani. La prima testimonianza di europei che videro il lago risale al 1818, quando i cacciatori franco-canadesi che lavoravano per la North West Company seguirono il fiume Bear a monte fino alla valle.
Originariamente chiamato "Black Bear Lake" da Donald McKenzie, un esploratore della North West Fur Company che esplorò il lago nel 1819, il nome fu poi abbreviato in Bear Lake. Dopo la sua esplorazione del lago, Mckenzie tenne quello che è noto come il più grande ritrovo di nativi americani che si tenne nelle Montagne Rocciose. Quasi 10.000 nativi americani di varie tribù si accamparono lungo 7 miglia della sponda settentrionale del Bear Lake, commerciando con Mckenzie e la sua compagnia di cacciatori.
L'estremità meridionale del lago, nell'area dell'odierna Laketown, fu anche la sede di due degli annuali Rocky Mountain Rendezvous nelle estati del 1827 e del 1828. Uomini di montagna, tra cui Jedediah Smith e Jim Bridger, si riunirono in questo luogo, insieme a fornitori di beni commerciali e indiani americani di diverse tribù. Gli uomini di montagna e gli indiani vendettero le loro pellicce in cambio di vari beni di consumo e forniture, e trascorsero diverse settimane a divertirsi con vari divertimenti e liquori.
L'arrivo di Smith nel giugno 1827 fu particolarmente storico, poiché segnò il completamento del primo viaggio di andata e ritorno via terra in California dagli Stati Uniti. Scrisse nel suo diario: "Il mio arrivo causò un notevole trambusto nell'accampamento per me e il gruppo era stato dato per perso".
Sebbene il lago si trovi relativamente vicino all'Oregon Trail, che corre a nord e a est del lago, e sia stato percorso da molti pionieri tra il 1836 e il 1850, sembra che nessuno di loro si sia spinto abbastanza a sud per vedere il lago. Fu solo nel 1863 che i pionieri mormoni guidati da Charles C. Rich si stabilirono nella Bear Lake Valley, ma stipularono un accordo con i nativi americani, che lasciò la maggior parte della parte dello Utah della valle in possesso degli indiani. I membri della Chiesa di Gesù Cristo dei Santi degli Ultimi Giorni si spostarono gradualmente a sud e fondarono i villaggi di Garden City, Pickelville e Laketown, ciascuno lungo la riva del lago.
Nel 1911 fu costruita una deviazione a Wardboro, Idaho, che reindirizzò la maggior parte del flusso del Bear River nel Bear Lake tramite Mud Lake. L'acqua esce quindi dal Bear Lake tramite un canale di scarico per ricongiungersi al Bear River. Ciò consente ai 6,5 metri superiori del Bear Lake di fungere da riserva per il Bear River, immagazzinando il deflusso primaverile per l'irrigazione più avanti nel corso dell'anno. Prima della costruzione di questo collegamento, il Bear Lake era stato isolato dal Bear River per 11.000 anni, sebbene il Bear River si sia collegato al Bear Lake in modo naturale diverse volte nel corso dei 250.000 anni di esistenza del lago.
Negli anni successivi, il Bear Lake è diventato un resort e un'area ricreativa, con molti sviluppatori che hanno venduto lotti con vista sulle rive del lago e sulle montagne. Le spiagge di Lakota e Ideal sono state assegnate a progetti privati negli anni '70, compresi gli sviluppi Blue Water e Sweetwater. Lo Stato dello Utah ha acquistato la spiaggia più a sud-est per utilizzarla come parco statale e lo Stato gestisce anche un porto turistico sul lato occidentale del lago.

## Caratteristiche geografiche
Formatosi in una valle "half graben" a cavallo del confine tra Idaho e Utah, il lago ha una superficie approssimativa di 109 miglia quadrate (280 km²) e si trova a un'altitudine di 5.924 piedi (1.806 m) lungo il lato nord-orientale della catena montuosa Wasatch e il lato orientale delle montagne Bear River.
Il lago e le aree circostanti sono popolari destinazioni turistiche estive. Il lago ha molti porti turistici, spiagge e due città turistiche nello Utah: Garden City e Laketown. Ha anche due parchi statali, ciascuno chiamato Bear Lake State Park: uno in Idaho e uno nello Utah. Il parco statale dello Utah comprende una Rendezvous Beach lunga mezzo miglio all'estremità meridionale del lago, il luogo del rendezvous del 1827 e del 1828, e una Cisco Beach lunga tre miglia sul lato est, oltre alle aree aggiuntive di campeggio, porto turistico e rampa per barche. Il parco statale dell'Idaho comprende un'unità a nord e una a est, ciascuna con una spiaggia lunga un miglio. Il Bear Lake National Wildlife Refuge si estende dall'estremità settentrionale del lago.

### Clima
| Mese                  | Mesi  | Mesi  | Mesi  | Mesi | Mesi | Mesi | Mesi | Mesi | Mesi | Mesi  | Mesi  | Mesi | Stagioni | Stagioni | Stagioni | Stagioni | Anno  |      |
| Mese                  | Gen   | Feb   | Mar   | Apr  | Mag  | Giu  | Lug  | Ago  | Set  | Ott   | Nov   | Dic  | Inv      | Pri      | Est      | Aut      | Anno  |      |
| --------------------- | ----- | ----- | ----- | ---- | ---- | ---- | ---- | ---- | ---- | ----- | ----- | ---- | -------- | -------- | -------- | -------- | ----- | ---- |
| T. media (°C)         | 7,6   | 9,4   | 14,2  | 21,5 | 25,1 | 25,1 | 30,3 | 32,1 | 32,5 | 29,8  | 23,3  | 15,7 | 9,6      | 10,9     | 20,3     | 29,2     | 28,5  | 21,2 |
| T. min. media (°C)    | −16,1 | −16,8 | −12,3 | −7,0 | 1,5  | 7,3  | 6,6  | 0,6  | −5,3 | −11,6 | −15,6 | 0,0  | −11,0    | −5,9     | 4,8      | −10,8    | −5,7  |      |
| T. max. assoluta (°C) | 12    | 14    | 22    | 27   | 30   | 34   | 37   | 37   | 34   | 32    | 27    | 21   | 17 (     | 21       | 30       | 37       | 34    | 37   |
| T. min. assoluta (°C) | −26   | −26   | −22   | −13  | −7   | −2   | 1    | 0    | −4   | −17   | −18   | −32  | −32      | −22      | −2       | −18      | −32   |      |
| Giorni di pioggia     | 40    | 33    | 31    | 41   | 53   | 33   | 16   | 24   | 34   | 36    | 36    | 43   | 116      | 125      | 73       | 106      | 420   |      |
| Nevicate (cm)         | 28    | 31    | 9,4   | 4,8  | 1,3  | 0,0  | 0,0  | 0,0  | 0,0  | 0,76  | 18,0  | 19,0 | 78,0     | 15,5     | 0,0      | 18,8     | 112,3 |      |

## Animali autoctoni e naturalizzati
Il Bear Lake ha un alto tasso di endemismo (specie autoctone che non si trovano naturalmente in nessun altro posto). Diverse specie si sono evolute nelle acque del lago, ma molte si sono estinte dopo la deviazione del fiume Bear nel lago. Le specie endemiche note di pesci sopravvissuti includono il ceppo del Bear Lake della trota gola tagliata di Bonneville, il cisco di Bonneville, il coregone di Bonneville, il coregone del Bear Lake e lo scorfano del Bear Lake. Ci sono stati tentativi di trapiantare queste specie in altre aree senza successo,  ad eccezione del ceppo della trota gola tagliata di Bear Lake. Questa trota è prosperata in altri grandi specchi d'acqua fredda, tra cui i bacini di Strawberry e Scofield.
"Il cisco di Bonneville mangia solo piccoli invertebrati acquatici o zooplancton. Viene mangiato da pesci più grandi nel lago, tra cui il coregone, la trota gola tagliata di Bonneville e la trota di lago introdotta." Sebbene diverse specie di pesci siano state introdotte nel lago, quelle specie autoctonesopravvissute alla deviazione del Bear River hanno continuato a prosperare sotto un'attenta gestione.
L'acqua del lago viene utilizzata per l'irrigazione nella vicina Bear Valley nel sud-est dell'Idaho e per la pesca sportiva. Il lago drena attraverso il Bear River Outlet, completato nel 1915, nel Bear River che alla fine sfocia nella parte nord-orientale del Great Salt Lake.

## Coltivazioni di lampone
Bear Lake è diventato famoso per i raccolti di lamponi della valle circostante e per l'annuale festival Raspberry Days che si tiene a Garden City per celebrare la raccolta dei lamponi, generalmente durante la prima settimana di agosto. Si dice che questo evento attiri migliaia di persone da tutto il mondo e comprende rodei, sfilate, fuochi d'artificio, balli, una fiera dell'artigianato, il concorso "Miss Berry Princess", una gara di ricette di lamponi, uno spettacolo di talenti, una corsa divertente e concerti.
La maggior parte delle piante di lampone Bear Lake originariamente introdotte sono state infettate da un virus fungino nel 2001 chiamato "raspberry bushy dwarf virus". Meno di cinque acri sono sopravvissuti. L'epidemia ha portato alla distruzione della maggior parte delle grandi aziende di bacche a Garden City. Alcune superfici coltivate sono state sostituite da piante resistenti al virus di recente introduzione. Sebbene alcune varietà di lamponi siano resistenti al virus, nessuna produce frutti succulenti e dolci come le piante coltivate in precedenza. Da allora, il commercio di lamponi è stato riqualificato e i lamponi stanno di nuovo prosperando, soprattutto nell'estremità meridionale della valle.

## Attività ricreative
Uno dei motivi principali per cui Bear Lake è diventata una popolare meta turistica è dovuto all'elevata quantità di attività ricreative e attrazioni disponibili durante tutto l'anno. In estate, il nuoto, lo sci d'acqua, lo jet-ski, la nautica e la vela attraggono le persone in acqua. I turisti trascorrono anche il tempo esplorando le grotte locali o i campi da golf o percorrendo sentieri di montagna a piedi, in bicicletta, in quad o a cavallo. Nei mesi più freddi, la caccia, lo sci sulla neve, le motoslitte o la pesca sul ghiaccio sono attrazioni comuni. Molte persone provano un "famoso frullato di lamponi" in uno dei ristoranti locali o vedono uno spettacolo al Pickleville Playhouse.

## Il mostro di Bear Lake
Il mostro di Bear Lake è una leggenda metropolitana sul mostro lacustre che appare nel folclore vicino a Bear Lake.
Il mito è nato originariamente da articoli scritti nel XIX secolo da Joseph C. Rich, un colono della Chiesa dei Santi degli Ultimi Giorni (LDS) nella zona, che sosteneva di aver riportato resoconti di seconda mano di avvistamenti della creatura. Tuttavia, in seguito ha ritrattato le storie.
Negli ultimi anni, il mostro è considerato un'attrazione turistica. L'ultimo avvistamento segnalato del mostro è stato nel 2002.

### Descrizione
Tutte le descrizioni del mostro di Bear Lake concordano, ma un team di folcloristi ha affermato che "si dice che assomigli a un serpente, ma con zampe lunghe circa diciotto pollici con cui scorrazza lungo la riva". Un articolo riportava che la creatura aveva "un grande corpo ondulato, con circa 30 piedi (9,1 m) di superficie esposta, di un colore crema chiaro, che si muoveva rapidamente nell'acqua, a una distanza di tre miglia dal punto di osservazione".
Altri hanno riferito di aver visto una creatura simile a un mostro che andava più veloce di una locomotiva e aveva una testa descritta in vari modi come simile a quella di una mucca, lontra, coccodrillo o tricheco (senza le zanne). Si diceva che le sue dimensioni fossero di almeno 50 piedi (15 m) di lunghezza e certamente non inferiori a 40 piedi (12 m). Alcuni hanno segnalato punte lungo la spina dorsale, che partivano dalla parte inferiore della testa per tutto il corpo. Alcuni avvistamenti parlavano addirittura di un secondo membro della specie e di mostri più piccoli.

### Storia
Un articolo del 1868 sul Deseret News annunciava che "Gli indiani hanno una tradizione riguardante una strana creatura simile a un serpente che abita le acque del Bear Lake. Ora, sembra che questo diavolo d'acqua, come lo chiamavano gli indiani, abbia fatto di nuovo la sua comparsa. Un certo numero di nostri coloni bianchi dichiara di averlo visto con i propri occhi. Questo mostro del Bear Lake, come lo chiamano ora, sta causando un sacco di eccitazione quassù". L'autore, Joseph C. Rich, ha continuato a raccontare diversi avvistamenti della creatura in tempi recenti. L'articolo ha creato scalpore a Salt Lake City e nel giro di un mese "un membro dello staff del notiziario... ha interrogato molte persone del Bear Lake e ha trovato a malapena una persona che ne dubitasse".
I leader della Chiesa dei Santi degli Ultimi Giorni (LDS) si sono interessati al mostro. Quando hanno visitato la zona durante i tour di predicazione, hanno parlato con i residenti della regione. Hanno affermato di aver "avuto una conversazione con il fratello Charles C. Rich e altri fratelli della Bear Lake Valley, riguardo al mostro che è stato visto nel lago" e hanno scoperto che hanno dichiarato che la testimonianza che era stata data "da così tante persone, che hanno visto queste creature in così tanti posti e in una varietà di circostanze" che loro (la gente del posto) consideravano la storia "indiscutibile". Il Deseret News ha continuato a pubblicare articoli sul mostro, a volte con scetticismo e altre volte sulla difensiva, mentre altri giornali locali si sono rivolti ad attaccare le storie di un diavolo d'acqua. Il Salt Lake Tribune arrivò persino a dire che il mostro era "fratello gemello del diavolo e cugino di Brigham".
Nel 1874, il vescovo mormone William Budge scrisse una lettera al direttore del giornale Ogden Junction, dicendo che lui e due amici avevano visto il mostro, che descrisse come lungo circa 5-6 piedi (1,5-1,8 m): "Il suo volto e parte della sua testa erano distintamente visibili, ricoperti di pelliccia o di peli corti di un leggero color tabacco. Il volto dell'animale era apparentemente piatto, molto largo tra gli occhi e affusolato verso il naso, con grandi occhi azzurri molto pieni e orecchie sporgenti, le orecchie che ricordavano quelle di un cavallo, ma appena lunghe. L'intera faccia aveva la forma di una volpe, ma così grande che lo spazio tra gli occhi era uguale alla distanza tra gli occhi di una mucca comune. Non sembrava feroce e non aveva fretta di andarsene..."
Articoli sul mostro di Bear Lake continuarono ad apparire i successivi anni, sia raccontando nuovi avvistamenti del mostro di Bear Lake, sia di creature simili in altri fiumi e laghi nel territorio dello Utah, sia mettendo in discussione gli avvistamenti. Il numero di presunte apparizioni di mostri lacustri in tutto lo Utah settentrionale spinse alcune persone a ipotizzare che ci fosse un canale sotterraneo che collegava il Great Salt Lake e altri corsi d'acqua al Bear Lake. L'interesse fu così alto che a un certo punto persino il presidente della Chiesa di Gesù Cristo dei santi degli ultimi giorni Brigham Young decise di indagare sulle affermazioni per scoprire se la storia fosse "un racconto onesto di un serpente o solo una storia di pesci" e arrivò al punto di inviare una grande corda a Parigi, nell'Idaho, per aiutare a catturare il mostro.
Young non era l'unica persona interessata a catturare la creatura. Un residente locale propose di usare un grande amo con esca attaccato a un cavo di 20 piedi (6,1 m) e 300 yd (270 m) di corda da 1 pollice (2,5 cm), alla cui estremità doveva esserci una grande boa con un pennone inserito e un'ancora per tenerla in posizione perpendicolare. Dalla boa, 100 yd (91 m) di corda da 0,75 pollici (1,9 cm) dovevano essere estese a un albero sulla riva. Una volta catturato, si sperava che il mostro potesse essere sfruttato per le sue meravigliose proporzioni nel mondo dello spettacolo, in competizione con il famoso P. T. Barnum.
L'interesse alla fine si spense sull'argomento e il fenomeno svanì dalla memoria pubblica. Ventisei anni dopo i suoi articoli e le sue accuse, Joseph C. Rich ammise finalmente che era stata tutta una "meravigliosa bugia di prima classe".

### Avvistamenti moderni del mostro di Bear Lake
L'avvistamento del mostro di Bear Lake continuò anche dopo che Rich ammise di aver inventato gli avvistamenti originali come una bufala. Una lettera del 1907 pubblicata su un giornale di Logan, nello Utah, sosteneva che due uomini avevano visto il colosso di Bear Lake attaccare il loro accampamento e uccidere uno dei loro cavalli, un bambino di quattro anni affermò di averlo visto nel 1937 e un capo scout parlò di averlo visto nel 1946. L'ultimo avvistamento segnalato del mostro risale a giugno 2002, quando il proprietario dell'attività di Bear Lake Brian Hirschi affermò di aver visto il mostro.
Il mostro è diventato parte del folclore locale, in parte a causa di avvistamenti sporadici e in parte per scherzo. Per anni, una Bear Lake Monster Boat, una barca turistica, dalla forma simile a un mostro di lago verde, ha offerto una crociera panoramica di 45 minuti di Bear Lake con narrazione di storie folcloristiche. Un'altra autoparodia che la gente del posto ha fatto è stata quella di riempire un carro nella parata dei Raspberry Days di Garden City, nello Utah, con bambini locali e di etichettarlo "I veri mostri di Bear Lake". In un'altra occasione, durante i Raspberry Days del 1996, è stato organizzato un concorso a Garden City per far sì che i bambini delle scuole locali dessero un nome al leviatano. I giudici hanno scelto il nome Isabella, che era stato proposto da una bambina di otto anni.